# Tetřev
Tetřev är ett berg i Tjeckien.   Det ligger i regionen Södra Böhmen, i den sydvästra delen av landet, 130 km sydväst om huvudstaden Prag. Toppen på Tetřev är 1 260 meter över havet, eller 103 meter över den omgivande terrängen. Bredden vid basen är 3,1 km. Tetřev ingår i Šumava.
Terrängen runt Tetřev är huvudsakligen kuperad, men den allra närmaste omgivningen är platt. Runt Tetřev är det ganska tätbefolkat, med 83 invånare per kvadratkilometer. Närmaste större samhälle är Vimperk, 17,6 km öster om Tetřev. I omgivningarna runt Tetřev växer i huvudsak barrskog.